# Maechidius major
Maechidius major är en skalbaggsart som beskrevs av Blackburn 1888. Maechidius major ingår i släktet Maechidius och familjen Melolonthidae. Inga underarter finns listade i Catalogue of Life.